# Marietta Robusti
Marietta Robusti, nazývaná též La Tintoretta (1553/54 nebo 1556/60 Benátky – 1590 ? Benátky), byla nejstarší a nejoblíbenější dcerou benátského malíře Jacopa Robusti, zvaného Tintoretto (1518–1594). Byla vzdělána v hudbě a zpěvu, ale především ji otec naučil technice kresby a použití barev, takže se stala malířkou - portrétistkou. Byla tak jednou z nemnoha žen 16. století, které lze s velkou jistotou připsat autorství několika obrazů, jež zdobí současné světové obrazárny.

## Životopisná data a umělecká tvorba
Přesné datum narození Marietty Robusti není známo. Její současník Raffaelo Borghini (1537–1588) ve svém díle Il Riposo della Pitura ... z roku 1584 uvedl jako datum Mariettina narození rok 1556, zatímco Carlo Ridolfi (1594–1658) v díle Život Tintorettův a jeho dětí Domenica a Marietty uvedl rok narození 1560. Uvádí se též, že Marietta byla předmanželským dítětem s datem narození kolem roku 1553/54. Je zmiňována její drobnější postava, která jí dovolovala nosit chlapecké šaty až asi do 15 let věku. To jí jako ženě dovolovalo doprovázet svého otce pracujícího na zakázkách mimo dům. Otec ji nechal učit zpěvu, hře na klavichord a loutnu, ale osobně ji učil malířským technikám. Její malířský styl byl natolik podobný tomu otcovu, že je dnes prakticky nemožné určit její podíl na otcových církevních zakázkách. Je však známa její signovaná kresba z roku 1565 zobrazující Vitelliusovu bustu namalovanou na modrém papíře (mnichovská soukromá sbírka).

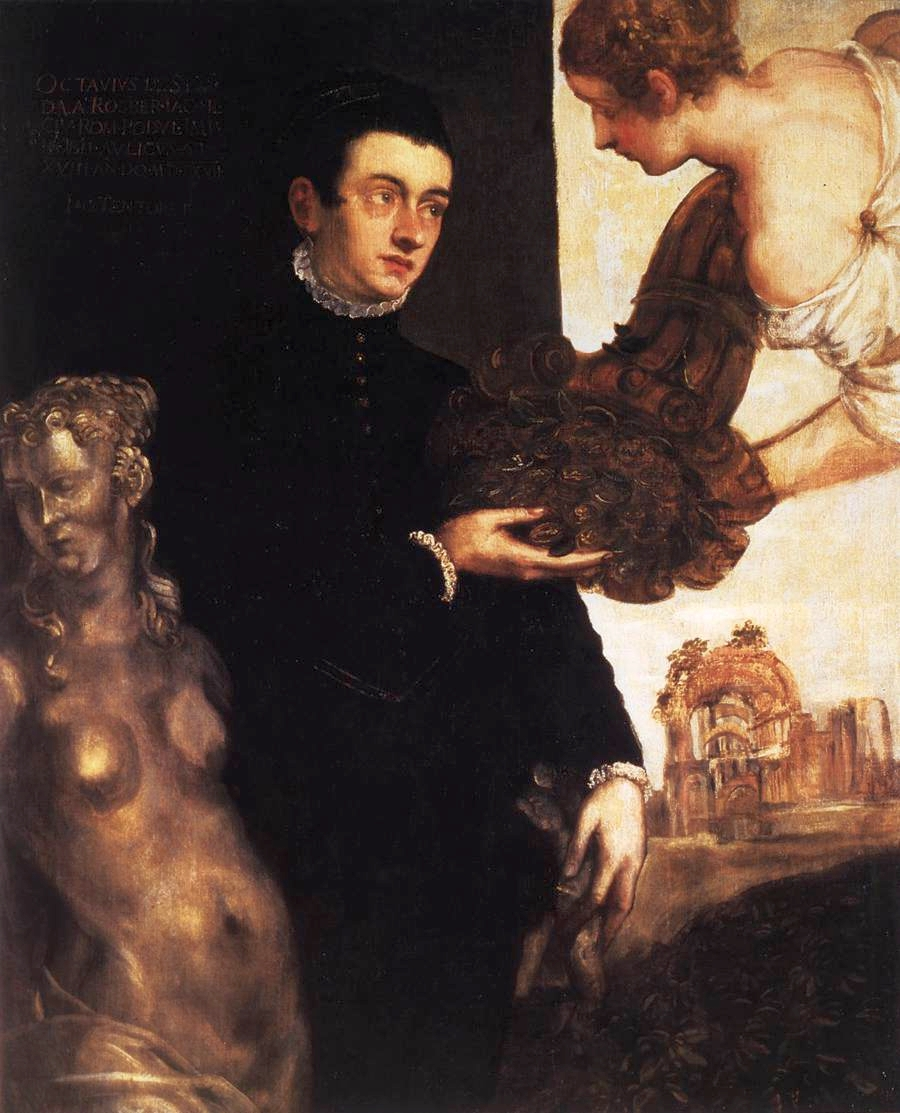
Portrét sedmnáctiletého Ottavia Strady (asi 1567, Stedelijk Museum, Amsterdam, Holandsko)

Asi na podkladě otcova přátelství s rodinou Stradů namalovala mezi roky 1570 a 1580 Portrét sedmnáctiletého Ottavia Strady. Na obraze letící Fortuna sype Ottaviovi mince z rohu hojnosti jako připomenutí jeho numizmatických zájmů, zatímco soška v jeho ruce upozorňuje na jeho budoucí činnost antikváře. Socha Venuše je považována za možný autoportrét samotné malířky. Pravděpodobně to byl Jacopo Strada, antikvář uměleckých sbírek císaře Maxmiliána II., kdo se zmínil o malířských kvalitách Marietty Robusti na císařském dvoře. Následovalo nejen císařské pozvaní k vídeňskému dvoru, ale i pozvání od arcivévody Ferdinanda II. Tyrolského. Jacopo Tintoretto však trval na odmítnutí těchto nabídek, ale svolil k Mariettinu sňatku s německým klenotníkem Marco Agistim, trvale působícím v Benátkách. Nejspíše k této svatbě, uskutečnění roku 1578, byl Mariettin autoportrét určen manželovi. Obraz je dnes vystavený v Galleria degli Uffizi.

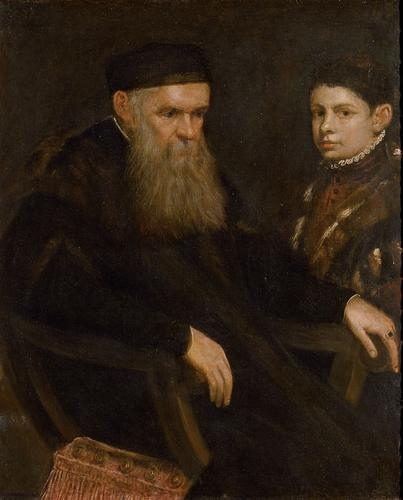
Starý muž s chlapcem (asi 1585, Uměleckohistorické muzeum, Vídeň, Rakousko)

Jak obtížné je určit autorství Marietty Robusti na některých obrazech dokládá skutečnost, že Portrét ženy s psíkem v madridském Pradu byl původně připisovaný El Grecovi (1541–1614), ale dnes se považuje za práci Marietty Robusti. Avšak obraz Starý muž s chlapcem (dnes Uměleckohistorické muzeum ve Vídni), původně připisovaný Jacopu Tintorettovi, byl po objevení signatury „M“ označen za velmi pravděpodobnou Mariettinu práci. Signatura „MR“ byla nalezena i na obraze Portrét dvou mužů namalovaném mezi roky 1567 a 1568 (dnes drážďanská Galerie starých mistrů), který je proto označován za jisté dílo Marietty Robusti. Louise Azzoli ve svém článku však diskutuje i možnost, že tento dvojportrét zobrazuje Jacopa Tintoretta a jeho dceru Mariettu Robusti oblečenou do chlapeckých šatů. Ale i jen těchto několik obrazů s jasným autorstvím Marietty Robusti dokládá, že se v době 2. poloviny 16. století jednalo o vynikající malířku portrétů. Současně historici umění upozorňují na skutečnost, že Marietta pravděpodobně byla modelkou pro ženské postavy na některých otcových obrazech a obrazech jejího bratra Domenica Tintoretta (1560? – 1635). Její další umělecký vývoj však byl ukončen její smrtí asi v roce 1590, snad v souvislosti se smrtí jejího jedenáctiměsíčního syna Giacometta. Byla pohřbena v rodinné hrobce benátského kostela Madonna dell´Orto.

## Umělecko-historický význam díla Marietty Robusti
Marietta Robusti patřila do skupiny nemnoha umělecky vzdělaných malířek 16. století, které se v důsledku dobových konvencí neprosadily mezi svými mužskými malířskými protějšky. S výjimkou Sofonisby Anguissoly (1532? – 1625), která se stala dvorní malířkou na dvoře Filipa II. Španělského, zbývající malířky upadly v zapomenutí. Také Marietta Robusti byla pozvána na španělský dvůr, ale byla nucena toto pozvání odmítnout. Ze zapomenutí ji vymanil až romantismus 19. století, A tak se její postava objevila na obrazech Léona Cognietiho a Edgara Degase nebo v novele George Sandové.